# Apolysis parkeri
Apolysis parkeri är en tvåvingeart som först beskrevs av Axel Leonard Melander 1946.  Apolysis parkeri ingår i släktet Apolysis och familjen svävflugor.
Artens utbredningsområde är Arizona. Inga underarter finns listade i Catalogue of Life.